# Faro Punta Norte
El Faro Punta Norte es un faro no habitado de la Armada Argentina que se encuentra en la ubicación 42°05′00″S 63°46′00″O / -42.08333, -63.76667 en la punta Norte de la península Valdés, Departamento Biedma, en la Provincia del Chubut, Patagonia Argentina.
El faro fue librado al servicio el 1 de marzo de 1925. El faro es una torre cilíndrica de hierro con plataforma superior, barandilla y garita. Su altura es de 16,5 metros sobre el terreno, con escalera interior para acceso al equipo luminoso. En forma experimental, el 20 de noviembre de 1982 se instaló un nuevo sistema eléctrico de baterías alimentadas por energía eólica, que funcionó hasta fines de 1990, cuando fue reemplazado por otro sistema de paneles solares fotovoltaicos. En la actualidad su alcance luminoso es de 14,3 millas náuticas.(26,48km)